# Janusz Brodacki
Janusz Brodacki (ur. 30 stycznia 1982 w Warszawie) – polski aktor teatralny, obecnie aktor Teatru Żydowskiego w Warszawie. W latach 2007–2008 aktor Teatru Dramatycznego im. Jerzego Szaniawskiego w Płocku.

## Kariera
| Aktor teatralny Teatr Dramatyczny w Płocku - 2008: Obywatel M. - historyja - 2008: Hotel Palace - 2008: Operetka Teatr Żydowski w Warszawie - 2007: Straszna gospoda - 2006: Tradycja - 2006: Sen o Goldfadenie - 2004: Między dniem a nocą | Aktor filmowy - 2006: Oficerowie − dziennikarz na konferencji prasowej Kalińskiego (odc. 11) - 2013: Radosław − Henryk Kowal ps. "Henryk" |